# Liste des rois du Lan Xang
Cette liste énumère les rois du Laos à l'époque du Royaume du Million d'Éléphants ou Lan Xang, fondé en 1353 par le roi Fa Ngum. Le dernier roi du Lan Xang originel régna jusqu'en 1694, mais sous une forme différente le royaume se perpétua jusqu'en 1707, puis il fut morcelé en royaumes plus petits comme celui de Luang Prabang ou sous domination Siamoise. C'est de Luang Prabang que renaît au XIXe siècle, sous le protectorat français du Laos, un succédané de ce royaume, définitivement aboli en 1975 par l'arrivée au pouvoir du Pathet Lao.

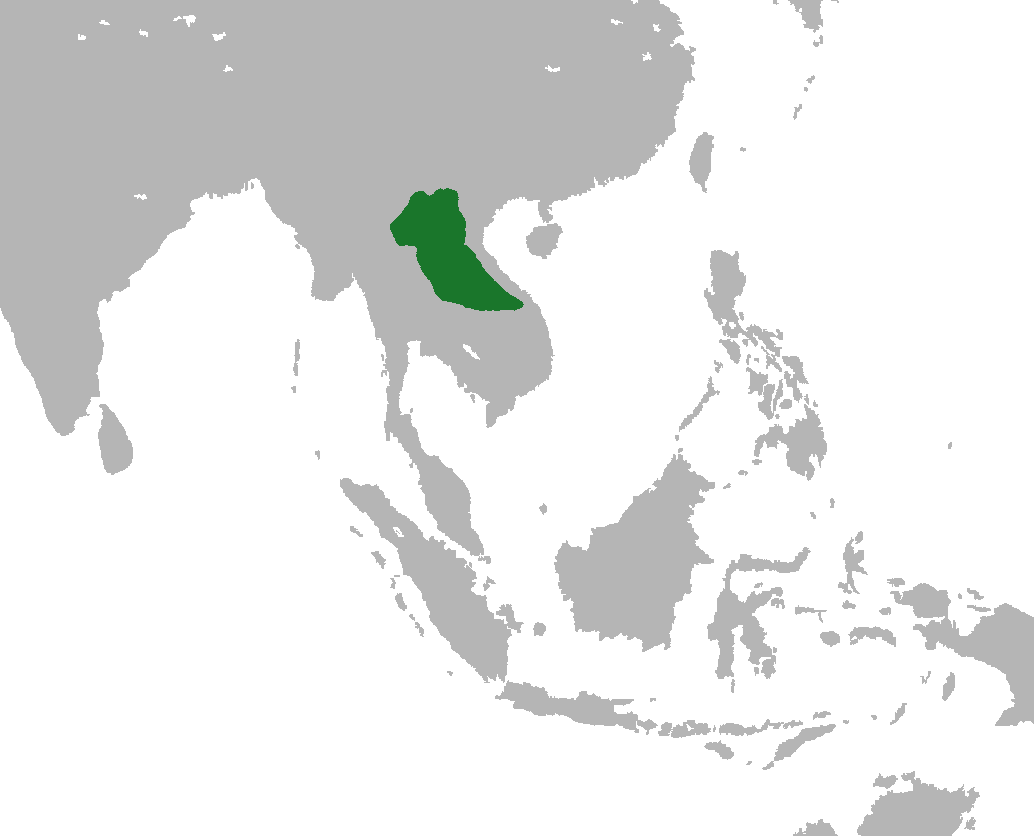
Situation du Royaume de Lan Xang en Asie

## Liste des rois
- 1353-1373 : Fa Ngum ;
- 1373-1416 : Sam Saen Thai, fils de Fa Ngum ;
- 1416-1428 : Lan Kham Deng, 2e fils de Sam Saen Thai ;
- 1428-1438 : Nang Keo P'imp'a, fille aînée de Sam Saen Thai , reine de fait ("faiseuse de rois") avec ;
  - 1428-1429 : (10 mois) Phommathat,  fils aîné de Lan Kham Deng ; déposé puis assassiné.
  - 1429-1430 : (5 mois) Kham Teun (Thao Kham Teun ou Pak Houei Luong)   fils aîné  de Sam Saen Thai ;déposé;
  - 1430-1430 : (6 mois) Thao Sai,  son frère cadet; suicidé par pendaison.
  - 1430-1433 : Phaya Khai (ou Gnou Khone),  2e fils de Lan Kham Deng ; assassiné;
  - 1433-1434 : (7 mois) Xieng Sai (ou Khone Keo) , fils de Sam Saen Thai ; assassiné;
  - 1434-1435 : (8 mois) Yukhon, 3e fils de Lan Kham Deng ; assassiné;
  - 1435-1438 : Kham Keut (ou Xieng Ma), fils de Sam Saen Thai ;
- 1438-1440 et 1441-1479 : Xai Thiaka Phat (Thao Lu Sai) , fils de Sam Saen Thai ; déposé par sa sœur aînée puis restauré six mois plus tard;
- 1440 : Nang Keo P'imp'a reine durant 4 mois; déposée et exécutée;
- 1479-1486 : Suvanna Ban Lang (prince Thien Kham) fils de Xai Thiaka Phat.
- 1486-1496 : La Sen Thai (Lah Saen Thai Puvanart), son frère ;
- 1496-1501 : Som Phu (Somphou)  son fils ;déposé;
- 1501-1520 : Vixun ou Visunarat, son oncle, fils de Xai Thiaka Phat;
- 1520-1547 : Photisarath Ier, son fils ;
- 1548-1571 : Setthathirath Ier, son fils  ;
- 1571-1575 :  Nokeo Koumane son fils :
  - 1571-1575 : Saen Surintha,  régent ;
- 1575-1580 : Maha Oupahat (nom personnel inconnu; règne sous la domination Birmane) , fils de Photisarath Ier ;
- 1580-1582 : Saen Surintha (règne interrompu par une brève occupation birmane)
- 1582-1583 : Nakhone Noi fils de Saen Surintha (règne sous la domination birmane)
- 1583-1591 : Interrègne
- 1591-1596 : Nokeo Koumane, fils de Setthathirath Ier, rétabli ;
- 1596-1622 : Thammikarath ou Vola Vongsa II son cousin, fils de la princesse Dharmagayi[1], et de Brhrat Vorapita[2].
- 1622-1623 : Upanyuvarath,  fils de Thammikarath ;(son nom personnel est inconnu)
- 1623-1627 : Photisarath II fils de Saen Surintha ;
- 1627-1633 : Mone Keo (Mongkeo), fils de Thammikarath
- 1633-1637 : Thone Kham ou  'Upagnnyuvarath II', son frère  ;
- 1637-1638 : Vichai ou Visai  son frère  ;
- 1637-1694 : Sulinya Vongsa, fils de Thone  Kham ;
- 1694-1695 : Tian Thala, usurpateur, son gendre, se suicide en 1696.
- 1695-1700 : Nan Tharat, petit-fils de Vichai tué en 1700 par Sai Ong Hué .

Après sa mort, démembrement du royaume entre le Royaume de Luang Prabang, le Royaume de Vientiane et le Royaume de Champassak (1707/1713).

## Source
- (en) & (de) Peter Truhart, Regents of Nations, K.G Saur Münich, 1984-1988  (ISBN 359810491X), Art. « Laos »,  Lan Ch'ang  p.  1738-1739.
- Paul Lévy Histoire du Laos, Que sais-je ? n° 1.549, Presses universitaires de France, Paris 1974.
- Chronology of Lan Xang dynasty